# Новопетровка Вторая
Новопетровка Вторая (укр. Новопетрівка Друга) — село, относится к Ширяевскому району Одесской области Украины.
Население по переписи 2001 года составляло 243 человека. Почтовый индекс — 66864. Телефонный код — 4858. Занимает площадь 0,85 км². Код КОАТУУ — 5125483603.

## Местный совет
66863, Одесская обл., Ширяевский р-н, с. Новоелизаветовка, ул. Чкалова, 51